# 架科底乡
架科底乡，是中华人民共和国云南省怒江傈僳族自治州福贡县下辖的一个乡镇级行政单位，人口1.052万（2000年）。

## 行政区划
架科底乡下辖以下地区：
架科村、南安建村、达大科村、阿达村、维独村和里吾底村。